# سادة النهار
في أساطير الأزتك، فإن سادة النهار (بالإنجليزية: Lords of the Day)‏ هم مجموعة من ثلاثة عشر إله حكم كل واحد منهم اليوم الذي يقابل أحد السموات الثلاثة عشر. كانوا يتبادلون الأدوار حيث يتكون من هذا الأمر دورة كاملة تقويمية.

## سادة النهار
في تقويم الأزتيك، فإن سادة النهار هم:
- زيوتيكوهتلي: رب النار
- تلالتيكوهلي: رب الأرض
- شالشيوت ليكيو: ربة البحيرات والينابيع
- توناتيوه: رب الشمس
- تلازولتوتل: الربة الأم للأرض والجنس
- أكولمزتلي: إله العالم السفلي[2]
- سنتيوتل: رب الذرة[3][4]
- تلالوك: إله المطر
- كيتزالكواتل: إله الحكمة، الحياة، المعرفة، نجمة الصباح
- تيزكاتليبوكا: إله الخلق، رب المرآة المدخنة
- ميكتيكاسيوتل: إلهة العالم السفلي
- تلاهويكسا لبانتيكوهتلي:[5] سيد الفجر
- سيتلالكيو:[6] رداء النجم